# Frashër-Tekke

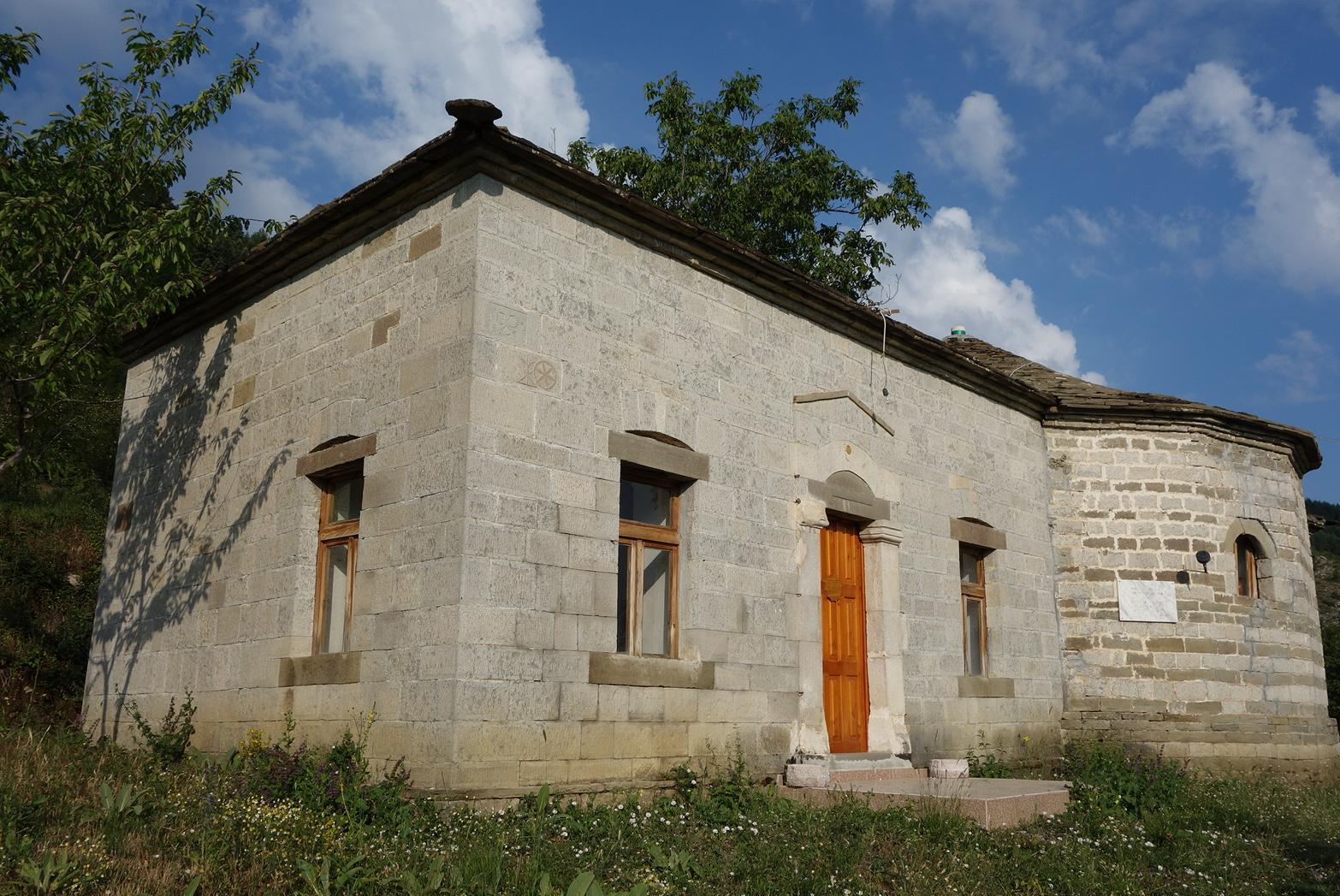
Das Gebäude in einer Aufnahme von 2013

Die Tekke von Frashër (albanisch Teqeja e Frashërit) ist eine bedeutende Bektaschi-Tekke im südalbanischen Frashër in der Gemeinde Përmet. Das Gotteshaus der sufistischen Muslime stammt aus dem Jahre 1835 und wird seit 1996 wieder genutzt.
Die Tekke wurde 1825 zur Zeit des Tepedelenli Ali Pascha von Dede Nasîbi Tâhir Baba (auch als Tahir Skënderasi bekannt) gegründet, der in Persien studiert hatte. Nach Nasîbi Tâhir Baba stand ihr sein Sohn Jusuf vor. In der Zeit von Baba Aluş (1846–1902) wurde die Tekke zu einem Zentrum des albanischen Nationalismus. Die Gebrüder Abdyl, Naim und Sami Frashëri, die als Gründerväter Albaniens gelten, erhielten ihre erste Ausbildung in dieser bektaschitischen Tekke. In der Tekke fand am 30. Mai 1878 auch das bedeutende Treffen des „Albanischen Komitees von Janina“ unter der Leitung von Baba Aluş und Abdyl als Gegenmaßnahme zu den Bedingungen des Vertrages von San Stefano statt, bei dem den Großmächten mehrere Forderungen gestellt wurden, die wiederum als Basis für die Liga von Prizren dienten. Die Tekke diente während der gesamten Zeit des Komitees von Janina als Versammlungsort.
Später wurde die Tekke von Baba Mustafa Kenzî, Baba Şem’î und Baba Âbidin geleitet.
Die anliegende Türbe des Klostergründers Nasîbi Tâhir Baba, der auch zahlreiche Werke verfasste und neben Albanisch auch Türkisch und Persisch lehrte, war unter der lokalen Bevölkerung ein Pilgerort. In den Jahren 1909 bis 1910 setzte sich die Tekke für Unterricht der albanischen Sprache an Schulen im Land ein.
Im Jahr 1914 wurde die Tekke von den griechischen Andarten des Zografos zerstört. Mithilfe von Diaspora-Albanern in den Vereinigten Staaten wurde sie 1923 wiederhergestellt und erhielt 1933 den Status einer „Großvaterschaft“ (tr. Dedelik, alb. Gjyshatë). 1942 wurde sie zur Bektaschi-Zentrale für den Raum Përmet und 1945 für Vlora. 1962 wurde sie noch zur „Ehren-Großvaterschaft“ (alb. Gjyshatë Nderi) erklärt.
Die Türbe wurde 1967 während der kommunistischen Diktatur zerstört, als Religionen in Albanien verboten wurden. Auch von den Gedichten des Klostergründers sind keine erhalten geblieben. Die Tekke ist seit 1963 ein nationales Kulturdenkmal.
Am 5. September findet jedes Jahr ein großes Fest statt. Seit der Wiedereröffnung 1995 steht Përparim Skënderasi der Tekke als Verwalter vor.